# Cameron Burrell
Pour les articles homonymes, voir Burrell.
Cameron Malik Burell (né le 11 septembre 1994 à Atlanta et mort le 9 août 2021) est un athlète américain spécialiste du sprint et du saut en longueur. 

## Biographie
Cameron Burrell est le fils aîné de Leroy Burrell.
Le 8 août 2015, il porte son record personnel du saut en longueur à 8,06 m à San José (Costa Rica) pour remporter le titre des Championnats NACAC.
Le 7 juin 2017 à Eugene, en demi-finale des championnats NCAA, il bat son meilleur temps sur 100 m en 9 s 93 (+ 0,8 m/s), franchissant pour la première fois de sa carrière la barrière des dix secondes,. 
Le 24 août 2017, il décroche la médaille de bronze de l'Universiade à Taipei en 10 s 28. 
Il se suicide le 9 août 2021 à Houston,

## Palmarès
| Date | Compétition                        | Lieu     | Résultat | Épreuve   | Temps   |
| ---- | ---------------------------------- | -------- | -------- | --------- | ------- |
| 2013 | Championnats panaméricains juniors | Medellín | 1er      | 4 × 100 m | 39 s 17 |
| 2015 | Championnats NACAC                 | San José | 1er      | Longueur  | 8,06 m  |
| 2017 | Universiade                        | Taipei   | 3e       | 100 m     | 10 s 28 |
| 2017 | Universiade                        | Taipei   | 2e       | 4 x 100 m | 38 s 69 |
| 2017 | Universiade                        | Taipei   | 2e       | 4 x 400 m | séries  |
| 2018 | Coupe du monde                     | Londres  | 1er      | 4 x 100 m | 38 s 42 |
| 2019 | Relais mondiaux                    | Yokohama | 2e       | 4 x 100 m | séries  |

## Records
| Épreuve          | Performance | Lieu       | Date         |
| ---------------- | ----------- | ---------- | ------------ |
| 60 m             | 6 s 48      | Birmingham | 12 mars 2016 |
| 100 m            | 9 s 93      | Eugene     | 7 juin 2017  |
| Saut en longueur | 8,06 m      | San José   | 8 août 2015  |